# منوآ یاریبکیان
منوآ یاریبکیان (ارمنی: Մենուա Յարիբեկյան) کشتی‌گیر رشته کشتی آزاد اهل ارمنستان است که در سی و پنجمین دوره مسابقات کشتی نظامیان جهان به میزبانی تهران در وزن ۷۴ کیلوگرم موفق به کسب مدال برنز شد..